# Kleine langtongvleermuis
De kleine langtongvleermuis (Glossophaga soricina) is een vleermuis uit het geslacht Glossophaga die voorkomt in Midden- en Zuid-Amerika, behalve het uiterste zuiden. Dit dier leeft ook op nabijgelegen eilanden als de Trés Marías-eilanden in Mexico, Isla Margarita in Venezuela, Grenada, Trinidad en Jamaica. Er zijn Laat-Pleistocene fossielen gevonden in Yucatán (Mexico).
G. soricina is een middelgrote soort van zijn geslacht. Hij kan van de andere soorten van zijn geslacht worden onderscheiden door verschillende tand- en schedelkenmerken. De rugvacht is donkerbruin, de buik bruinachtig. Het dier heeft vierendertig tanden (2.1.2.3/2.1.3.3). De verschillende ondersoorten verschillen in grootte. De ondersoorten antillarum, mutica en valens, die aan de randen van het verspreidingsgebied voorkomen zijn het grootste, soricina het kleinste. De totale lengte varieert van 50 tot 90 mm, de staartlengte van 4 tot 13 mm, de oorlengte van 8 tot 17 mm, de voorarmlengte van 31.7 tot 38.4 mm en het gewicht van 6 tot 17 g. De lichaamstemperatuur in rust bedraagt 35.5°C. Als het dier actief is kan de lichaamstemperatuur variëren van 37.2 tot 39.5°C. Het karyotype bedraagt 2n=32, FN=60. Dit karyotype is identiek aan dat van enkele andere soorten van Glossophaga.
De jongen worden behaard geboren. Meestal wordt er één jong tegelijk geboren, maar tweelingen komen ook voor. De jongen worden door de moeder meegenomen. Dit dier eet insecten, fruit, bloemen, stuifmeel en nectar. Daarbij helpt het dier vaak bij bestuiving, zoals bij Passiflora ovalis. Sommige populaties eten alleen tijdens bepaalde seizoenen bloemen. Op en in de kleine langtongvleermuis zijn lintwormen, rondwormen, eencelligen en luizen gevonden.
Deze soort heeft de volgende ondersoorten (Simmons, 2005):
- Glossophaga soricina antillarum (Jamaica)
- Glossophaga soricina handleyi (Mexico tot Colombia)
- Glossophaga soricina mutica (Trés Marías-eilanden in Mexico)
- Glossophaga soricina soricina (Colombia tot Noord-Argentinië en Paraguay)
- Glossophaga soricina valens (West-Ecuador tot West-Peru)